# Masato Fue
Masato Fue (笛 真人 Fue Masato?,  nacido el 22 de febrero de 1973 en Kagoshima) es un exfutbolista japonés. Jugaba de delantero y su último club fue el Profesor Miyazaki de Japón.

## Trayectoria

### Clubes
| Club                | País  | Año         |
| ------------------- | ----- | ----------- |
| Sanfrecce Hiroshima | Japón | 1991 - 1998 |
| Profesor Miyazaki   | Japón | 2001 - 2002 |